# Chloromerus trimaculatus
Chloromerus trimaculatus är en tvåvingeart som beskrevs av Malloch 1927. Chloromerus trimaculatus ingår i släktet Chloromerus och familjen fritflugor. Inga underarter finns listade i Catalogue of Life.